# Слободно зидарство
Слободно зидарство, масонство или масонерија, је синкретистичкo удружење које се састоји од братских организација које поријекло воде од мјесних братстава каменорезаца, која су од краја 14. вијека одређивала квалификације каменорезаца и њихову интеракцију са властима и муштеријама. Степени слободног зидарства су три оцјене средњовјековног занатског цеха, а то су ученички, помоћнички и мајсторски степени. Ово су степени које нуди Плава ложа Слободног зидарства. Чланови ове организације су познати као слободни зидари или масони. Постоје и додатни степени, који се разликују од подручја и надлежности и њима обично управљају тијела која се разликују од занатских степени.
Основна, мјесна организациона јединица слободног зидарства је ложа. Ложе обично надзиру и њима управљају на регионалном нивоу (обично везано за државну, покрајинску или националну границу) Велике ложе или Велики оријенти. Не постоји међународна, свјетска Велика ложа која надзире цјелокупно слободно зидарство; свака Велика ложа је независна и Велике ложе не морају нужно да се међусобно признају да би биле легитимне.
Савремено слободно зидарство се састоји од двије главне препознатљиве скупине. Регуларно слободно зидарство инсистира на томе да се у радној ложи читају свети списи, да сваки члан искрено вјерује у Врховно биће, да женама није дозвољено ступање у организацију и да су расправе о религији и политици забрањене. Континентално слободно зидарство је данас општи појам за „либералну” јурисдикцију која је уклонила нека, или сва, ограничења.

## Масонска ложа
Масонска ложа је основна организациона јединица слободног зидарства. Ложа се редовно састаје како би спровела уобичајене формалности било које друге мање организације (плаћање рачуна, организовање друштвених и добротворних догађаја, избор нових чланова итд). Осим пословних питања, састанак се може одржати поводом свечаности додјеле масонског степена или одржавање предавања, која су обично о неком виду масонске историје или ритуалу. По завршетку, састанак Ложе се може прекинути формалном вечером, која понекад укључује здравицу и пјесму.
Већина масонских ритуала састоји се од свечаности степена. Кандидати се постепено иницирају у слободно зидарство, прво у степен ученика. Послије неког времена, на посебној свечаности, могу бити унапређени у степен помоћника и на крају ће бити подигнути у степен мајстора масона. У свим овим свечаностима, кандидат се провјерава лозинкама, знаковима и држањем (тајно руковање) својственим сваком степену. Још једна свечаност је годишње постављање мајстора и официра ложе. У неким ложама инсталирани мајстор се вреднује као посебан чин, са сопственим тајнама које га разликују од осталих чланова. У другим јурисдикцијама, овај чин није признат и нема никакве унутрашње церемоније преношења нових тајни током постављања новог мајстора ложе.
Већина ложа има неку врсту друштвеног календара, који омогућава масонима и њиховим партнерима да се састану у мање ритуализованим окружењу. Често у комбинацији са овим догађајима је обавеза сваког масона да да прилог у добротворне сврхе. То се дешава и на нивуо Ложе и Велике ложе. Масонске добротворне организације дају доприносе на многим пољима, као што је образовање или помоћ у непогодама.
Приватне мјесне Ложе чине окосницу слободног зидарства и слободни зидари ће нужно бити иницирани у једној од њих. Такође, постоје и посебне Ложе у којима се слободни зидари састају како би прославили догађаји, као што је спорт или масонско истраживање. Чин мајстора масона такође даје право масону да даље истражује масонство кроз друге степене, административно одвојене од Заната, или степени „Плаве ложе” који су описани овдје, али имају сличан формат на њиховим састанцима.
Постоји врло мало досљедности у слободном зидарству. С обзиром да је свака масонска јурисдикција независна, свака одређује сопствене процедуре. Изражавање ритуала, број присутних официра, распоред просторија за састанка итд, варирају од јурисдикције до јурисдикције.
Официри Ложе се бирају или именују на годишњем нивоу. Свака Масонска ложа има Мајстора, два Чувара, секретара и благајника. Ту је и Привратник, или спољашњи чувар, који се увијек налази испред врата радне Ложе. Остали официри варирају између јурисдикција.
Свака Масонска ложа постоји и дјелује у склопу са низом древних правила познатих као Масонски оријентири. Ови принципи су до сада избјегли све универзално прихваћене дефиниције.

### Придруживање ложи
Кандидати ће се сусрести са најактивнијим члановима масонске ложе којој се придружују прије иницијације. Поступак варира између јурисдикција, али кандидате обично представљају пријатељи у друштвеној функцији ложе или у неком облику отворене вечери у ложи. У савремено доба, заинтересовани често проналазе мјесну ложу преко интернета. Дужност кандидата је да затражи придруживање; иако се кандидати могу охрабрити на придруживање, они се никада не позивају. Једном када се направи иницијални упитник, обично слиједи интервју како би се одредила подобност кандидата. Ако кандидат одлучи да настави даље, у ложи се гласа о апликацији прије него што он (или она, у зависности од јурисдикције) буде прихваћен.
Апсолутно минимални услов за било које тијело слободно зидарства јесте да кандидат мора бити слободан и да се сматра да има добар карактер. Обично постоји услов о старости, који се у великој мјери разликује између Великих ложа и (у неким јурисдикцијама) способности да буде превазиђена изузећем из Велике ложе. Основна претпоставка је да кандидат треба да буде зрела одрасла особа.
Додатно, већина Великих ложа захтјева да кандидат изјави да вјерује у Врховно биће. У неколико случајева, од кандидата се може захтјевати да буде одређене религије. Тај облик слободног зидарства је најчешћи у Скандинавији (познат као шведски ред), гдје нпр. примају само хришћане. На другом крају спектра, „либерално” или континентално слободно зидарство, нпр. Велики оријент Француске, не захтјевају од кандидата да вјерују у било које божанство и у чланство прихватају атеисте (узрок несклада са остатком слободног зидарства).
Током свечаности иницијације, од кандидата се очекује да се закуне (најчешће на издању светог текста прихватљивог његовој личној вјероисповијести) како би испунио одређене обавезе као слободни зидар.

## Организација

### Велике ложе
Велике ложе и Велики оријекти су независна и суверена тијела која управљају слободним зидарством у одређеној земљи, држави или географској области (назване јурисдикције). Не постоји јединствено надзорно тијело које предсједава светским слободним зидарством; везе између различитих јурисдикција зависе искључиво од међусобног признања.
Чланство слободног зидарства, које постоји у различитим облицима широм свијета, Уједињена велика ложа Енглеске процјењује на око 6 милиона. Братство је управно организовано у независне Велике ложе (или понекад Велике оријенте), која управља сопственом масонском јурисдикцијом, која се састоји од подређених (или конститутивних) ложа. Највећа јединствена јурисдикција, у смислу чланства, јесте Уједињена велика ложа Енглеске (чије се чланство процјењује на 250.000). Велика ложа Шкотске и Велика ложа Ирске заједно имају око 150.000 чланова. У Сједињеним Америчким Државама, укупно чланство броји нешто мање од 2 милиона.

### Признавање, пријатељство и регуларност
Везе између Великих ложа су одређене концептом признања. Свака велика ложа одржава списак других великих ложа које признаје. Када се двије велике ложе признају и у међусобној су масонској комуникацији, каже се да су у пријатељству, а братство једно ложе може посјећивати другу ложу и обрнуто и могу дјеловати масонски. Када двије велике ложе нису у пријатељству, међусобне посјете нису дозвољене. Постоји много разлога због кога ће једна велика ложа задржати или повући признање друге велике ложе, али два најчешћа разлога су ексклузивна јурисдикција и регуларност.

#### Ексклузивна јурисдикција
Ексклузивна јурисдикција је концепт при коме само једна велика ложа може бити призната на одређеном географском подручју. Уколико двије велике ложе полажу право на јурисдикцију на истом подручју, друга велика ложа мора да бира између те двије ложе и можда све не одлуче све ложе да признају исту (нпр. Велика ложа Њујорка се 1849. подијелила двије ривалске фракције, од којих је свака тврдила да је легитимна Велика ложа. Остале Велике ложе морале су да изаберу између двије фракције, све док се раскол не ријеши). Ексклузивна јурисдикција се може избјећи када се јурисдикција двије Велике ложе преклапа уколико су оне у пријатељству и слажу се да дијеле јурисдикцију (нпр. с обзиром да је Велика ложа Конектиката у пријатељству са Принц Хол Великом ложом Конектиката, принцип ексклузивне јурисдикције се не примјењује и остале Велике ложе могу признате обје).

#### Регуларност
Регуларност је концепт заснован на привржености Масонским оријентирима, основним захтјевима, начелима и ритуалима занатства. Свака Велика ложа поставља сопствену дефиницију тога што су Оријентири, и тиме одређује шта је регуларно а шта је нерегуларно (и те дефиниције се не морају нужно слагати између Великих ложа). У суштини, свака Велика ложа ће задржати своје оријентире (своје захтјеве, начела и ритуале) као регуларне и судиће осталим Великим ложама на основу њих. Ако су међусобне разлике велике, једна Велика ложа може другу прогласити „нерегуларном” и повући или одбити признање.
Најчешћа заједничка правила за признавање (заснована на регуларности) су она које је Уједињена велика ложа Енглеске донијела 1929. године:
- Велику ложу би требало да успостави постојећа регуларна Велика ложа или најмање три регуларне Ложе;
- Вјеровање у Врховно биће и у списе услов је чланства;
- Иницијати би требало да узму своје завјете над тим списима;
- Само мушкарци могу бити примљени и не постоје везе између мијешаних Ложа;
- Велика ложа има пуну контролу над прва три степена и није потчињена другом тијелу;
- Све Ложе требају приказати списе са шестаром и компасима током сесије;
- Нема расправе о политици или религији;
- Придржавати се „древних оријентира, обичаја и поступака”.

## Остали степени, редови и тијела
Слободно зидарство Плаве ложе нуди само три традиционална степена, и у већини јурисдикција, чин прошлог или постављеног мајстора. Масонски мајстор може да прошири своје искуство стицањем виших степени, у пратећим тијелима које је одобрила његова Велика ложа.
Древни и Прихваћени Шкотски ред је систем од 33 степена (укључујући и три степена Плаве ложе) којим управља мјесни или национални Врховни савјет. Овај систем је популаран у Сјеверној Америци и континенталној Европи. Јоркшки ред, са сличним опсегом, врши управу над три реда Масонства, првенствено Краљевском арком, Криптом и Витезовима Темпларима.
У Уједињеном Краљевству, одвојена тијела управљају сваким редом. Слободи зидари се подстичу да се придруже Светој краљевској арци, која је повезана са Марк масонством у Шкотској и Ирској, али је одвојена у Енглеској. Темпларско и Крипстско масонство такође постоји.
У нордијским земљама, преовлађује Шведски ред, а варијација овог реда заступљена је и у Њемачкој.

## Ритуали и симболика
Слободно зидарство себе описује као „прекрасан систем моралности, прикривен у алегорији и илустрован симболима”. Симболика је углавном, али не искључиво, заснована на ручним алатима каменорезаца — шестар и угломјер, либела, глетерица и остали. За сваки од ових алата приложена је морална лекција, иако намјерна никако није конзистентна. Значење симболике се подучава и истражује кроз ритуале.
Сви слободни зидари своје путовање започињу у свом „занату” постепено иницијацијом, усвајањем и подизањем три степена Заната или слободног зидарства Плаве ложе. Током ова три ритуала, кандидат се постепено подучава значењу симбола Ложе, а кандидат држањем, знацима и ријечима другим масонима показује да је инициран. Иницијација је дијелом алегорија и дијелом лекција и окреће се око градње Соломоновог храма, као и умјешност и смрт његовог главног архитекте, Хирама Абифа. Степени који се стичу су ученик, помоћник и мајстор. Иако постоје различите верзије ових ритуала, са најмање двије разлике у распореду и верзији Хирамовог мита у ложама, свака верзије је препознатљива било ком слободном зидару из било које јурисдикције.
У неким јурисдикцијама, главне теме сваког степена су илустроване на масонској табли. Овај сликани приказ масонских тема изложен је у ложи у зависности о коме се степену ради и кандидату се на тај начин објашњава како да илуструје легенду и симболику сваког степена.
Идеја о братству слободних зидара вјероватно потиче из правне дефиниције брата из 16. вијека као оног ко се заклео на узајамну подршку другоме. Према томе, слободни зидари се заклињу сваком степену да ће чувати тајну тог степена и да ће подржавати и штитити своју браћу, осим ако нису прекршили закон. У већини ложа заклетва или обећање се врши изнад Књиге Светог закона, која је књига божанског откровења прикладна религијским увјерењима појединог брата (у англо-америчкој традицији то је Библија). У либералном континенталном слободном зидарству, дозвољене су књиге осим светих списа, које су један од разлога раскола међу Великим ложама.

## Историја

### Развој
Од средине 19. вијека, масонски историчари су тражили поријекло покрета у низу сличних докумената познатих као Old Charges, који води поријекло из Regius Poem до 1425. године до почетка 18. вијека. Алудирајући на чланство у ложи оперативних масона, они повезују митолошку историју заната, дужности степена и начин на који се заклињу на вриједности приликом приступања. У 15. вијеку се види и први доказ церемонијалне регалије.
Не постоји јасан механизам помоћу кога су ове мјесне трговинске организације постале данашње Масонске ложе, али најранији ритуали и познате лозинке, из оперативних ложа са прелаза са 17. на 18. вијек, показују континуитет са ритуалима које су на крају 18. вијека развили прихваћени или могући масони, пошто су они чланови који нису практиковали физички занат постали познати. Записник из Ложе Единбурга (Капела Свете Марије) бр. 1 у Шкотској показује континуитет од оперативне ложе 1598. године до савремене могуће Ложе. То је најстарија масонска ложа на свијету.
Алтернативно, Томас де Квинси у свом раду Rosicrucians and Freemasonry представља теорију која указује да се слободно зидарство можда развило из розенкројцеризма. Ову теорију је представио и њемачки професор Ј. Г. Бухле 1803. године.
Прва Велика ложа, Велика ложа Лондона и Вестминстера (касније позната као Велика ложа Енглеске (ВЛЕ) основана је на Јовањдан 24. јуна 1717. године, када су се већ постојеће четири лондонске ложе састале на заједничкој вечери. Многе енглеске ложе су се придружиле новом регуларном тијелу, која је само ушла у период самопромоције и ширења. Међутим, многе ложе нису могле подржати промјене које су неке од ложа ВЛЕ направила у ритуалу (постале су познате као модерне) и неколико њих је формирало супарничку Велику ложу 17. маја 1751. године под именом Древна велика ложа Енглеске. Ове двије Велике ложе су се борила за надмоћ, све док модерне ложе нису вратиле древни ритуал. Оне су се 27. децембра 1813. године ујединиле у Уједињену велику ложу Енглеске (УВЛЕ).
Велика ложа Ирске и Велика ложа Шкотске основане су 1725. и 1736. године, иако нису успјеле убиједити све постојеће ложе у својим земљама да им се придруже.

### Сјеверна Америка
Најстарија америчка ложа основана је у Пенсилванији. Колектор за луку Пенсилваније, Џон Мур, писао је свим присутним ложама у Пенсилванији 1715. године, двије године прије него основана прва Велика ложаGoose & Gridiron у Лондону. Прва велика ложа Енглеске именовала је Покрајинског Великог мајстора за Сјеверну Америку 1731. године, са сједиштем у Пенсилванији. Остале ложе у колонији добила су овлашћења од касније Древне велике ложе Енглеске, Велике ложе Ирске и Велике ложе Шкотске, које су биле прилично добро заступљене у путујућим ложама Британске војске. Многе ложе настале су без налога из било које Велике ложе, тражиће и плаћајући њихово одобрење тек након што су биле сигурне у свој опстанак.
Након Америчке револуције, независна Велика ложа САД се развила у свакој од савезних држава. Неки мисле да је кратко организовање свеобухватне „Велике ложе САД” са Џорџом Вашингтоном (који је био члан Вирџинијске ложе) као првим Великим мајстором, али та идеја је била краткотрајна. Разне државне Велике ложе нису жељеле изгубити сопствени ауторитет тиме што би пристале на такво тијело.

#### Принц Хол слободно зидарство
Принц Хол слободно зидарство постоји јер су ране америчке ложе одбијале да у своје редове приме Афроамериканце. Године 1775, Афроамериканац Принц Хол, заједно са још 14 Афроамериканаца, инициран је у Британску војну ложу по налогу Велике ложе Ирске, након што су одбили да их приме у друге ложе у Бостону. Када је Британска војна ложа напустила Сјеверну Америку након завршетка Америчке револуције, ови 15 људи добили су овлашћење да се састану као ложа, али не да иницирају слободне зидаре. Године 1784, ове особе су добиле налог од Прве велике ложе Енглеске (ПВЛЕ) и основали су Афричку ложу, бр. 459. Када је 1813. године основана Уједињена велика ложа Енглеске (УВЛЕ), све ложе са сједиштем у САД су избрисане са њеног списка — углавном захваљујући Рату из 1812. Тако, одвојена и од УВЛЕ и од биле које признате Велике ложе САД, Афричка ложа промијенило је своје име у Афричка ложа, бр. 1. — и дефакто је постала „Велика ложа” (ова ложа се не смије мијешати са разним ложама на афричком континенту). Као и остало слободно зидарство у САД, Принц Хол слободно зидарство убрзано је расла и организовала се по систему Великих ложа у свакој савезној држави.
Ширењем расне сегрегације у Сјеверној Америци средином 19. и почетком 20. вијека Афроамериканцима је отежано придруживање ложама изван јурисдикције Принц Хола — уз то је и онемогућена признање заједничке јурисдикције између паралелних масонских тијела у САД. Од осамдесетих година, такав вид дискриминације је отишао у прошлост. Данас већина Великих ложа у САД признаје своје Принц Хол двојнике и представници обје традиције раде на пуном признању. Уједињена велика ложа Енглеске нема проблема са признањем Великих ложа Принц Хола. Иако истичу своје насљеђе као ложе црних Американаца, Принц Хол је отворен за све људе без обзира на расу или религију.

### Појава континенталног слободног зидарства
Енглеско слободно зидарство се проширило на Француску двадесетих година 18. вијека, прво као ложа протјераних јакобита, а затим се проширило на француске ложе које су пратиле модерни ритуал. Из Француске и Енглеске, слободно зидарство се раширило на већину континенталне Европе током 18. вијека. Велика ложа Француске основана је за вријеме Великог мајстора војводе Клермона, који је имао само номинални ауторитет. Његов насљедник, војвода Орлеана, реконструисао је централно тијело као Велики оријент Француске 1773. године. Накратко заустављена током Француске револуције, француско слободно зидарство наставило је свој раст у наредном вијеку, прво под вођством Александра де Граса. Као каријерни армијски официр, са својом породицом је живио у Чарлстону у Јужној Каролини од 1783. до почетка 19. вијека, након што је напустио Сан Доминго током Хаићанске револуције.